# Baha Men
Baha Men je bahamská skupina hrající novější styl bahamského junkanoo. Skupina vznikla v roce 1980 pod názvem High Voltage, v roce 1991 si změnila jméno na Baha Men.
V roce 1992 vydali první album s tradičními bahamskými písněmi s názvem Junkanoo. Známými se stali v roce 2000 písní „Who Let the Dogs Out?“, která získala cenu Grammy pro nejlepší taneční píseň.

## Diskografie
Studiová alba
- Noo (1985)
- High Voltage (jako High Voltage) (1987)
- Kick In The Bahamas (Doge Farm) (1990)
- Junkanoo (1992)
- Kalik (1994)
- I Like What I Like (1997)
- Doong Spank (1998)
- Who Let the Dogs Out (2000)
- 2 Zero 0-0 (2001)
- Move It Like This (2002)
- Holla! (2004)